# Lac Butte
Le lac Butte (Butte Lake) est un lac situé au nord-est du parc national volcanique de Lassen au nord-est de la Californie aux États-Unis.
Le lac est localisé à l'extrémité nord du Cinder Cone qui se caractérise par un cône volcanique et une coulées de laves. Le lac est accessible par une route non macadamisée au départ de la California State Route 44. Le fond du lac est constitué de matériaux volcaniques.